# Ulva armoricana
Espèce
Ulva armoricana est une espèce d'algues vertes de la famille des Ulvaceae.
Cette espèce d'algue nitrophile est responsable du phénomène de marée verte observé en Bretagne depuis les années 1960.